# 스테레오스코피
입체시 또는 스테레오스코피(영어: stereoscopy)는 3차원 기술을 의미한다. 최근 상용화가 추진되고 있는 3차원 디스플레이는 양안 시차(Binocular)를 이용한 방식이 주를 이루고 있다. 양안 시차방식은 TV나 극장 스크린과 같은 단일 스크린 상에 입체감을 형성할 수 있는 장점이 있다. 양안 시차를 이용하는 방식은 안경 등의 보조기구를 이용하는 안경 방식(Steroscopic)과 무안경 방식(auto-stereocopic)으로 구분된다.
안경 등의 보조 기구로 3D를 표현하는 스테레오스코피 방식은 크게 애너글리프(Anaglyph), 셔터 글래스(Shutter Glasses), 필름타입패턴편광(Film Patterned Retarder) 방식으로 나뉜다.
스테레오스코픽(stereoscopic)이라는 단어의 어원을 살펴보면 stereo는 두 개의 라는 의미의 접두사이고 scopic은 보다라는 뜻이다. 스테레오스코픽 3D란 두 눈으로 보는 양안식 3D로 해석할 수 있다. 스테레오스코픽 3D는 인간이 두 눈을 이용하여 물체를 인식하는 것을 모방한 것으로 두 개의 렌즈를 이용하여 이미지를 생성하고 이것을 특수한 디스플레이 장치를 통하여 보여줌으로써 그것을 보는 사람으로 하여금 입체감을 느낄 수 있게 하는 것을 의미한다. 사실, CG분야에서 3D 그래픽이라는 용어가 많이 사용되고 있다. 그러나 스테레오스코픽 3D는 이것과는 완전히 다른 개념이므로 S3D라는 용어로 구별해서 부른다.

## 스테레오스코픽 방식
스테레오스코피는 3차원 기술로 최근 사용화가 추진되고 있는 3차원 디스플레이는 양안시차를 이용한 방식이 주를 이루고 있다. 양안 시차방식은 단일 스크린 상에 입체감을 형성할 수 있다는 장점이 있으며 이는 주로 TV나 극장 스크린에 주로 사용된다. 양안 시차를 이용하는 방식은 안경과 같은 보조기구를 이용하는 steroscopic 방식과 사용하지 않는 auto-stereocopic으로 구분된다.

## 애너글리프(Anaglyph)
애너글리프 방식은 보색관계의 적색과 청색으로 좌우 형상을 그리고 색 필터로 형상을 선택, 분리하여 양안에 각각 적색과 청색의 색안경을 쓰고 보는 방법으로 안경 외에 별도의 장비 없이 입체효과를 느낄 수 있다. 이는 3D의 시초라고 할 수 있으며 다양한 부분에서 사용이 되었다.

### 작동 방식

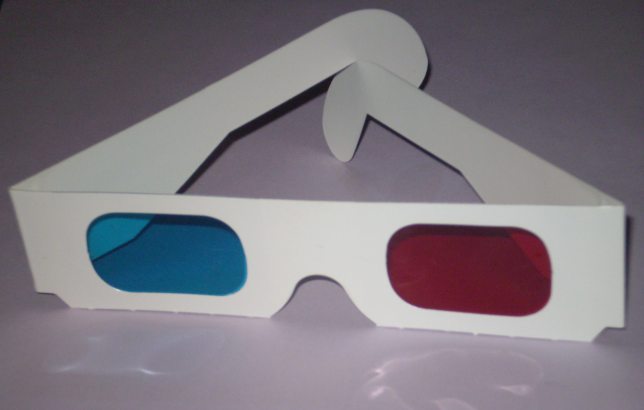
청색, 적색 필터 조합으로 이루어진 종이 안경

애너글리프 방식은 보색관계의 적색과 청색으로 좌우 화상을 그리고 색 필터로 좌우상을 선택, 분리하여 양안에 각각 적색과 청색의 색안경을 쓰고 보는 방법으로 안경 외에 별도의 장비 없이 다양한 출력 매체에서 입체효과를 느낄 수 있다.

### 역사
3D의 시초라 불리는 애너글리프 방식은 색상 차를 이용해 3D 영상을 구현하는 방식이다. 애너글리프 이미지를 만드는 방법은 라이프 치히 (Leipzig), 독일의 빌헬름 Rollmann에 의해 1852년에 개발되었다. 1800년대 중반부터 사진이나 그림을 입체적으로 볼 수 있는 장치를 만들기 시작하였고, 1922년에 최초의 상업용 3D 영화로 알려진 'The power of love' 가 상영되었다.

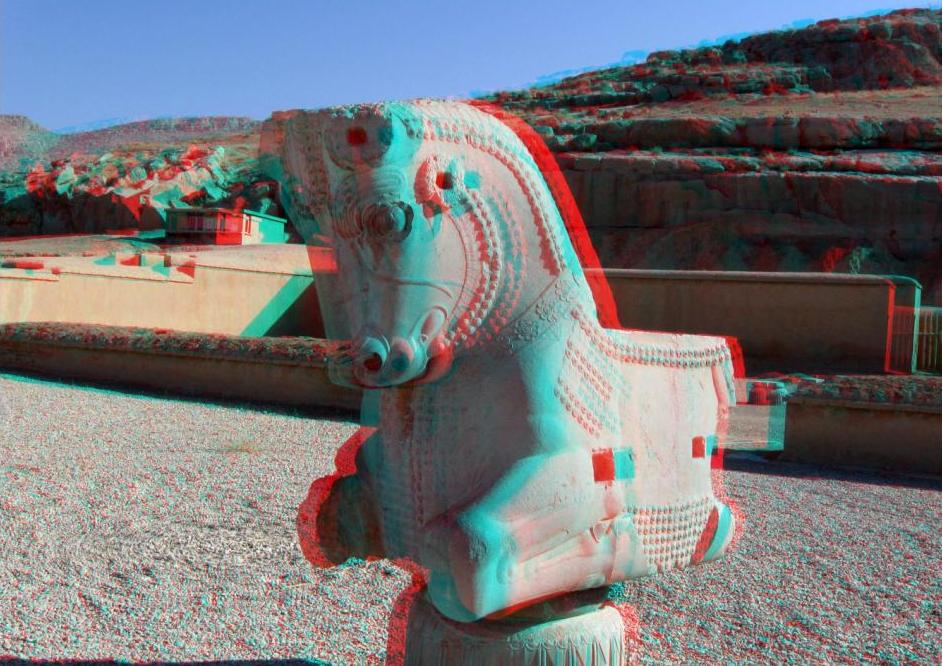
이란, 페르세폴리스 석조 기둥의 3D 이미지

### 적용 분야

#### 홈 엔터테인먼트
디즈니 스튜디오는 2008년 8월에 애너글리프(anaglyph) 3차원 블루레이 디스크인 Hannah Montana & Miley Cyrus: Best of Both Worlds Concert를 출시하였고, 이것은 2008년 7월 디즈니 채널에서 빨간-청록색 종이 안경으로 시연되었다. 블루레이 디스크의 큰 명확성은 3차원 영상의 오버레이에 대한 빨강-청록 애너글리프를 큰 폭으로 향상시켰다.

#### 만화
이 기술은 1950년대 초 3차원 만화책을 만드는데 사용되었다. 이러한 만화책의 소재는 전형적으로 전쟁, 호러 또는 범죄를 다룬 짧은 그래픽 노블이고, 현대의 일본 만화와 비슷하다. 이러한 장르는 미국에서의 the Comics Code Authority의 부상으로 쇠퇴하였다. 애너글리프 이미지는 밝고 화려한 이미지를 강조한 남아있는 만화에 사용하기 위하여 사용된다.

#### 과학 및 수학
3차원 디스플레이는 과학적 자료 집합을 보여주거나, 수학적 함수를 설명하는데 사용할 수 있다. 애너글리프 이미지는 페이퍼 프레젠테이션과 비 이동 비디오 디스플레이에 또한 적합하다. 이것들은 과학책에 포함되어 있으며, 저렴한 애너글리프 안경으로 볼 수 있다. 그리고 대부분 화학 컴퓨터 소프트웨어는 애너글리프 이미지를 출력할 수 있어 일부 화학 교과서는 애너그래프 이미지를 포함하고 있다.

## 셔터 글라스(Active Shutter 3D System)
좌안/우안용 영상을 사람의 눈이 인식하는 속도보다 빠르게 교대로 보여주는 방식이다. 두 눈이 볼 화면이 한 개씩 교대로 나타나며, 왼쪽 눈이 보는 동안에는 오른쪽 눈에 아무것도 보이지 않도록 오른쪽 눈에 쓴 안경을 전자적으로 차단하는 식으로 작동한다. 한쪽 눈을 완전히 가리기 때문에 착시(ghosting) 현상이 거의 제거되며, 높은 해상도 구현이 가능하고 휘도가 높다는 장점이 있다. 그러나 셔터 작동을 위해 액정으로 만든 안경을 쓰고 이를 전자적으로 제어해야 하기 때문에 가격이 비싼 편이며, 화면과 안경의 동기화가 어긋날 경우 화면 깜빡임으로 인해 어지럼증이 발생할 수 있다.

### 작동 방식

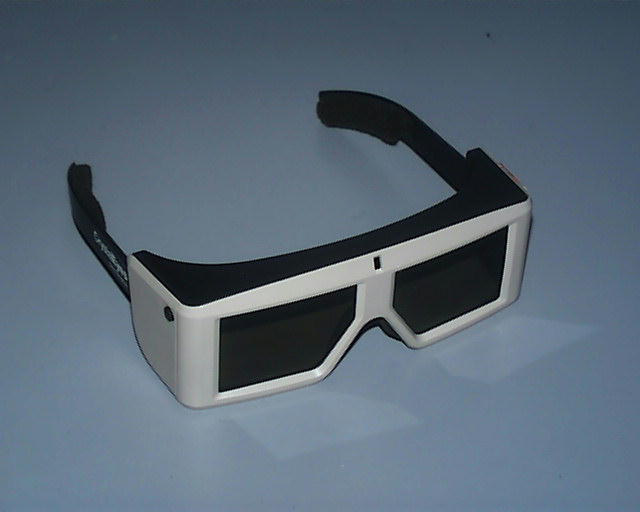
셔터 글래스 안경

양안시차가 구현된 두 개의 화면을 동기화된 셔터 안경을 이용하여 좌안과 우안에 번갈아 가며 보여주는 방식이다. 양안시차를 구현하기 위해 분리된 두 개의 화면을 디스플레이 상에서 순서대로 보여주면 이와 동기화된 셔터 안경에서 우안을 위한 화면이 나타날 때는 좌안의 셔터를 닫고(우안의 셔터를 열고) 좌안을 위한 화면이 보여지면 우안의 셔터를 닫는(좌안의 셔터를 여는) 방식이다. 셔터는 안경렌즈로 쓰인 액정에 전압을 온/오프 함으로써 구현한다. 화면과 안경의 동기화가 입체감구현에 중요하며 동기화를 위해 안경에도 집적회로가 들어간다.

### 특징
다소 비싼 안경 가격과 동기화가 어긋날 때, 혹은 장시간 시청시에 안경의 깜빡거림으로 느낄 수 있는 어지러움증 등의 문제점이 있다. 그러나 보다 높은 해상도 구현이 가능하고 휘도가 높다는 장점이 있다.

### 역사
셔터 글래스 방식은 20세기 초반부터 사용되었다. 1922년 Teleview 3-D 시스템은 뉴욕의 극장에 설치되었다. 강당의 각 좌석은 프로젝터 셔터와 동기화 된 회전 기계 셔터를 포함하는 표시 장치가 장착되었다.
최근 수십 년 동안, 가볍운 광전자 셔터가 주목받고 있다. 액정 셔터 안경은 1970년대 중반 에반스와 서덜랜드 컴퓨터 공사의 스티븐 맥 칼리 스터에 의해 발명되었다. 1980년대 중반에는 셔터 글래스안경이 상용화 되지 않았지만 E&S는 서드파티(Third party)의 StereoGraphics, CrystalEyes을 조기에 도입하였다. 1985년에는 셔터 글래스 방식을 사용한 3D 게임기를 일본의 JVC, 파나소닉, 샤프와 같은 제조업체에서 제조하기 시작하였다.

### 적용 분야

#### 게임

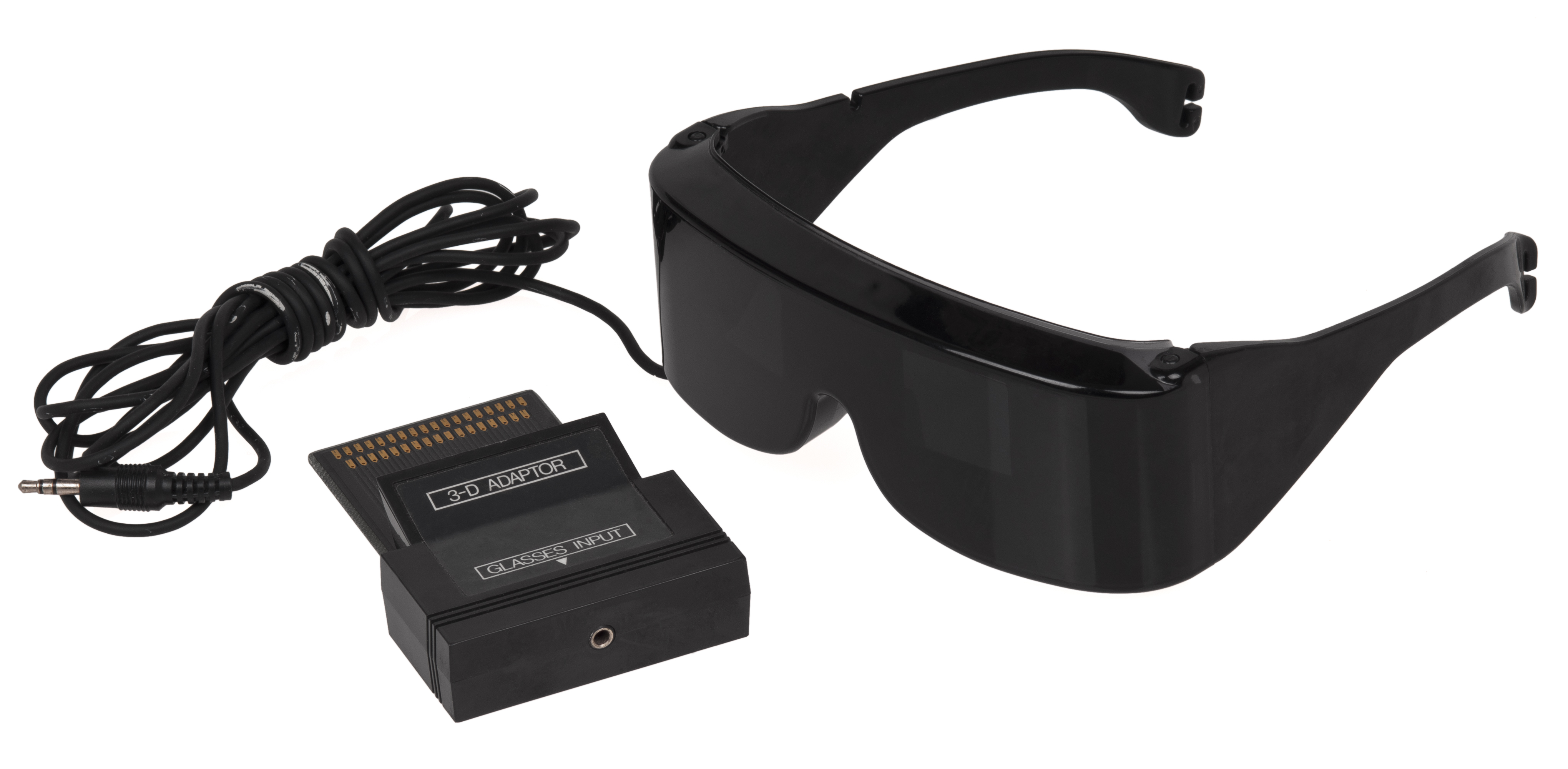
SegaScope 3-D 안경. 북미와 일본에 1987년 출시

1980년대 세가 마스터 시스템과 패밀리 컴퓨터에서는 '대체 필드'와 같은 유사3D기술을 사용하였지만, 현재 콘솔은 프레임을 교체해여 진정한 3D를 구현한다.
특별한 소프트웨어나 하드웨어가 입체 효과를 만들어 서로 오프셋 이미지의 두 채널을 생성하는데 사용된다.
완벽한 그래픽을 생성하기 위해 높은 프레임 속도로 동작하지만,(일반적으로 ~100fps) 실제 인식되는 프레임 속도는 그래픽 속도의 절반이다.(각 눈은 총 프레임의 절반만 보기 때문이다.)
1982년 세가의 아케이드 비디오 게임 SubRoc-3D는 특별한 3D 접안 렌즈로 단일 모니터에서 플레이어의 눈에 왼쪽과 오른쪽 이미지를 번갈아 띄우는 회전 디스크 방식을 적용하였다.
1984년 Vectrex는 액티브 셔터 글라스 (active shutter glasses)의 초기적인 형태인 3D 이미지 프로그램을 동력 회전 디스크를 사용하여 구현하였다.

## 필름타입패턴편광(Film Patterned Retarder)

### 작동 방식
시간분할을 하여 구현되는 셔터 글래스 방식과는 달리, 필름패턴형광은 공간 분할 기술을 사용한다.
PR(Patterned Retarder) 편광안경 방식은 디스플레이 전면에 Patterned Retarder(PR)라는 빛의 편광 방향을 제어하는 광학 소자를 부착하여 수평 방향의 짝수 및 홀수 라인에서 서로 다른 편광 특성의 빛이 나오게 한다. 짝수 및 홀수 라인에 각각 왼쪽 눈과 오른쪽 눈에 대응되는 영상을 표시하고, 이를 편광 안경을 착용하고 시청하면, 왼쪽눈과 오른쪽 눈에는 각각 짝수 라인과 홀수 라인만이 보이는 원리를 이용한다.

### 특징
안경식 방식(FPR 3D와 SG 3D)은 그 구현이 상대적으로 단순하지만, 아직 해결해야할 난제들이 남아있다. 먼저 좌안 영상과 우안 영상이 완벽히 분리되지 못하는 데서 오는 Crosstalk가 가장 중요한 해결 과제로 생각되고 있다. 이는 영상을 분리하기 위해 사용되는 편광 안경 등의 불완전성, 편광을 돌려주거나 셔터를 개폐하는데 사용되는 액정의 불충분한/비대칭적 ON/OFF 반응 속도 등에서 그 원인을 찾아볼 수 있다.
Crosstalk이외에도 전체적인 영상의 밝기가 2차원에 비하여 저하되는 문제, 좌안 영상과 우안 영상간의 밝기 및 색감 차이등이 추가적인 문제로 지적된다. 그러나 보다 근본적으로, 이러한 안경식 방식은 전술한 인간의 생리적 깊이 인지 요인 중 오직 양안 시차와 수렴(convergence)만을 제공하는 것으로서, 움직임 시차(motionparallax)와 폭주(accommodation)를 해결할 수 없는 문제를 지니고 있다. 이것은 관측자로 하여금 장시간 관측시 눈의 피로 혹은 불편감을 가져오는 근본적인 원인으로 작용하므로, 향후 이러한 영향을 최소화 시킬 수 있는 연구가 진행되어야 한다.

### 역사
편광 방식의 3D 프로젝션은 빛의 편광을 얻는 데 쓰이는 프리즘인 Nicle 프리즘을 이용하여 1890년대에 실험적으로 입증되었고, Edwin land의 폴라노이드 플라스틱 시트의 발명으로 구현되었다. 1934년. 그는 최초의 편광 3D 이미지를 시연하였고, 1936년 12월 뉴욕에서 열린 과학 산업 전시회에서 16mm 코다크롬 컬러 필름을 이용해 "편광 행진"이라는 3D 영화를 대중에게 선보였다.
텔레비전이 대중들에게 처음으로 선보인 1939년 뉴욕 세계 박람회에서 짧은 편광 3D영화가 크라이슬러 자동차 부스에서 상영되었고, 매일 수천여명의 방문객들이 이를 관람하였다.
1952년 11월 26일 초연된 컬러 영화 "Bwana Devel"는 상영 시 골판지와 대형 편광 필터로 만들어진 안경에 영화 제목을 각인하였고, 영화 시사회에서 이런 장면이 담긴 사진은 생활 잡지에 실려 50년대 강렬한 3D 영화의 유행을 이끌어냈다.
1950년대의 극장에서 일회용 종이 프레임과 폴라로이드 필터는 전형적으로 사용되었지만, 극장 소유자에 한해서 플라스틱 프레임과 보다 커다란 필터로 이루어진 안경이 제공되었다. 후원자들은 그 안경들을 주기적으로 살균하여 영화 상영 시 재사용될 수 있도록 하였다.
골판지 및 플라스틱 프레임 안경은 특정 영화, 특정 극장, 특정 배급사에 따라 달리 사용되며 수십년 동안 공존하였지만, 현재는 재사용이 가능한 플라스틱 프레임이 일반화되었다. 플라스틱 프레임의 안경 값은 입장 티켓에 포함된다. 2000년대에 이르러 컴퓨터 애니메이션, 디지털 프로젝션, 그리고 새로운 IMAX 70mm 필름 프로젝터의 사용은 편광 3D 영화의 새로운 발전의 길을 제시하였고, RealD 시네마와 Masterimage 3D 방식 또한 도입되었다. 2011년 암스테르담 RAI센터에서 개최된 국제방송장비전시회에서는 소니, 파나소닉, JVC 및 기타 여러 기업이 편광 방식 RealD 3D 스테레오스코피 포토폴리오로 소비자와 전문가들에게 3D 스테레오스코피의 미래를 제시하였다.

### 적용 분야
상대적으로 저렴한 가격으로 3차원을 구현할 수 있어 3차원 영상으로 개봉하는 영화의 대부분은 필름타입패턴편광 매커니즘으로 만들어지고 있다. 극장에서의 일반 스크린은 편광빛의 반사로 인해 사용할 수 없지만, 은이나 알루미늄 재질의 스크린에서는 손실 없는 편광 3D 방식 영화의 상영이 가능하다. 정렬 DLP 프로젝터, 편광 필터, 실버 스크린, 듀얼 헤드 그래픽 카드 등이 편광 3D 영화를 상영하는 데 사용된다.
3D TV 시장에서도 필름타입패턴편광 방식을 사용하는 LG, 도시바, 소니는 전 세계 3DTV 점유율을 가파르게 늘려 가고 있다.

## 같이 보기
- 액정 디스플레이
- 3차원 디스플레이
- 3차원 텔레비전
- 편광
- 해상도
- 컴퓨터 디스플레이 표준